# František Vinkler
František Vinkler (18. ledna 1839 Bílovice u Prostějova – 6. července 1899 Plzeň), řidčeji Winkler, byl český novinář, překladatel, samosprávní úředník, finančník, společenský organizátor a defraudant činný převážně na Mělnicku. V mládí pracoval jako novinář v Praze a Mladé Boleslavi; za zveřejněné články v časopise Boleslavan byl v letech 1864–65 odsouzen celkem k devíti měsícům vězení, z čehož vykonal 6 měsíců. Psal básně a překládal divadelní hry z němčiny a francouzštiny, zpravidla pod pseudonymem Vlastimil Venkryl. V letech 1865–1897 působil jako tajemník okresního zastupitelstva a významný kulturní činitel v Mělníku (spoluorganizátor národní poutě k Řípu 1868, starosta Sokola, spoluzakladatel hudebního a divadelního souboru, pokladník hospodářské záložny, redaktor regionálního tisku, řečník na shromážděních, neúspěšný kandidát do českého zemského sněmu za mladočechy apod.) Přátelským vystupováním a organizačními schopnostmi si získal důvěru mělnických obyvatel i předních mladočeských politiků. Jeho úspěšné působení ukončilo odhalení rozsáhlého schodku v jím fakticky vedené záložně. Zemřel před soudním projednáním případu; soud nicméně roku 1900 konstatoval, že byl hlavním pachatelem a organizátorem dlouhodobě prováděných podvodů. Jeho luxusní mělnická rezidence „Vila Karola“, vybudovaná převážně z odcizených peněz, je od roku 1987 nemovitá kulturní památka.

## Život

### Mládí, studium a novinářské začátky
Narodil se 18. ledna 1839 v Bílovicích u Prostějova č. 33 jako nejstarší syn sedláka. Jeho otec František brzy zemřel, matka Barbora († 1886) byla oblíbená pro svou lidumilnost, přátelské vystupování a vlastenectví.
Roku 1857 absolvoval gymnázium v Olomouci a v letech 1860-61 studoval jazykovědu a právo ve Vídni. Roku 1862 se vrátil z Vídně do Prahy a zapojil se do politického života. Na popud knížete Rudolfa Thurna se začal věnovat žurnalistice. Nejprve zakotvil ve Štulcově klerikálním listu Pozor a souběžně vyučoval na dívčí škole. Roku 1863 vydával list Pravda, ten ale brzy zanikl. Týž rok se přestěhoval do Mladé Boleslavi, kde přijal místo v Thurnově populárním týdeníku Boleslavan s demokratickou orientací. Po úředním zastavení Boleslavana vydával roku 1864 krátce časopis Svoboda, který vycházel třikrát týdně.

### Politickým vězněm (1864–1865)
Za obsah několika článků v Boleslavanu byl postaven před soud. V prvním procesu, který začal 14. dubna 1864, se mu kladlo za vinu, že článkem Špatná vláda rušil veřejný pokoj a v jiném článku se dopustil pobuřování. Tyto dva případy se projednávaly s vyloučením veřejnosti, aby se závadné informace ještě více nešířily. Vedle toho byl obviněn, že jako odpovědný redaktor povolil otištění dopisu obsahujícího věty „okresní soud hradišťský snad pro pouhou pohodlnost či snad z obavy, aby důvody vrchního soudu špatným překladem nezfalšoval, prostým Brejlovanům vydává rozsudky německé“ a „na papíře máme té rovnoprávnosti aspoň trochu, v skutečnosti ale – – ?“; podle žaloby tím uváděl hradišťský soud v posměch a potupu. Dále si na něj stěžoval obecní zřízenec z Bezděčína Jan Došlý, který zatkl dva Poláky bez platných dokladů a Vinkler o něm napsal, že s nimi zacházel jako se zvěří a zavřel je do chlívku; Došlý dokládal pomocí svědků, že se k nim choval slušně, držel je asi hodinu a půl ve světnici obytného domu a dokonce jim nabídl doutník. Vinkler se hájil tím, že výrazem „zfalšovat“ mínil pouze „nesprávný překlad“ a na příkladu místodržitele Forgácha ukazoval, že neznalost češtiny u úředních osob není opovrženíhodnou vlastností; žalobce naopak zdůrazňoval, že hradišťský soud jednal v souladu s právem, když německy psaný rozsudek odvolacího soudu předal v doslovném opisu – k překladu neměl právo ani povinnost. Pokud se jedná o zatčené Poláky, uznal Vinkler faktickou nepravdivost výroku o „chlívku“, ale vysvětloval ho tím, že tato pověst kolovala po Boleslavi a pocházela jak od samotných Poláků, tak od okresních úředníků.
Soud první instance dal 15. dubna 1864 za pravdu žalobci a odsoudil Vinklera ke čtyřem měsícům žaláře, zostřeným samovazbou vždy v první pátek měsíce; měl rovněž povinnost uhradit náklady řízení, vydavateli propadla kauce 360 zlatých a zabavené výtisky časopisu měly být zničeny. Vinkler se odvolal, ale c. k. zemský soud původní rozsudek v červnu téhož roku potvrdil a navíc zastavil vydávání Boleslavana na tři měsíce. 31. října 1864 nastoupil k výkonu trestu, propuštěn byl 28. února 1865.
Mezitím byl nucen čelit dalšímu stíhání. 27. září 1864 byl žalován za urážku majestátu, kdy údajně v článku o Itálii označil císaře za „utlačovatele“ (přičemž se hájil, že tím myslel francouzského císaře Napoleona); v dalším historickém článku se dopustil rušení veřejného pokoje. I zde se soud přiklonil na stranu žalobce a uložil mu trest pěti měsíců s půstem každý první a třetí pátek měsíce. Po odvolání byl rozsudek nejprve zpřísněn na osm měsíců, ale nejvyšší soud ve Vídni se vrátil k původní pětiměsíční výměře, pouze zostřené dvěma samovazbami měsíčně. Z trestu vykonal dva měsíce a 3. srpna 1865 byl propuštěn na amnestii.
Některé životopisné zdroje uvádějí, že se jako redaktor dopustil asi třiceti tiskových „zločinů“.

### Okresním tajemníkem vMělníku (1865–1897)
22. listopadu 1865 byl okresním zastupitelstvem v Mělníku zvolen tajemníkem (sekretářem). Období, v němž tuto funkci získal, bylo později vzpomínáno jako doba velkého nadšení, ale i neprofesionality, kdy se okresními tajemníky občas stávali výřeční, sebevědomí lidé bez hlubšího vzdělání a zkušeností, jen na základě činnosti ve spolcích a vnějšího dojmu, který na své okolí dělali.
Do Mělníka přišel ve svízelné situaci. Když se jel na jaře 1865 představit, všiml si kočí, který ho z ochoty svezl z jenšovického nádraží do Hořína, že má onošený kabát a jen malý raneček; na setkání s představiteli města si půjčil nový kabát. Po nástupu do funkce se ubytoval v chudší čtvrti Podolí a na začátku si byl nucen půjčit i vybavení domácnosti. Musel také splácet 1800 zlatých dluhů z Boleslavi, přičemž nástupní plat měl 800 zlatých ročně. Brzy se ale jeho situace začala zlepšovat. Koncem roku 1866 byl jmenován účetním a později i pokladním hospodářské záložny, za což mu náleželo dalších 800 zlatých ročně. (Více o jeho hospodaření v záložně pojednává jiná sekce.)
Díky přátelskému vystupování a organizačním schopnostem se na Mělnicku brzy stal oblíbeným veřejným činitelem. Dal podnět k uspořádání táboru lidu pod Řípem, na kterém se 10. května 1868 sešlo kolem dvaceti tisíc lidí, a jménem organizátorů tam vystoupil s prvním projevem. Následujícího roku byl zvolen předsedou potravního spolku (spotřebního družstva) „Oul“. V téže době se stal starostou místního Sokola a jeho jménem slíbil přispět základním kamenem ke stavbě Žižkovy mohyly u Přibyslavi. Roku 1870 spoluzakládal akciový obchod střižním zbožím (kde se stal později místopředsedou) a s příspěvkem 5 zlatých byl přijat za člena pražského spolku Radhošť na podporu moravských vysokoškolských studentů. V roce 1871 byl uváděn jako jeden z venkovských jednatelů Umělecké besedy. Roku 1874 se zapojil do úsilí o záchranu krachující textilní továrny v Bělé pod Bezdězem a uspořádal společný výlet několika sokolských jednot do Litoměřic. V roce 1876 byl podepsán pod gratulací mělnických ochotníků Františku Karlu Kolárovi k 25letému hereckému jubileu.
Ke kontroverzi došlo v roce 1877. Na jeho návrh vydalo mělnické obecní zastupitelstvo 11. května rezoluci, která kritizovala papeže Pia IX. za protiruský projev v souvislosti s tehdy začínající rusko-tureckou válkou a zakázalo pořádat na území obce (mimo kostel) plánované manifestace na jeho podporu. Na to ostře zareagoval klerikální časopis Čech. Tentokrát se role obrátily, Vinkler spolu s obecním výborem se cítili uraženi a podali na redaktora trestní oznámení. Záležitost skončila mimosoudní dohodou, na jejímž základě redaktor Čecha (Václav Beneš) uveřejnil omluvu a zaplatil příspěvek 20 zlatých spolku Radhošť.
Ve veřejné činnosti pokračoval i v následujících letech. Například v srpnu 1878 vystoupil se slavnostním projevem na počest Karla IV. a uspořádal k té příležitosti dvě ochotnická představení. Roku 1881 přispěl 60 zlatými na Národní divadlo. V roce 1884 zaslal jménem mělnického Sokola gratulace Eduardu Grégrovi k odvážnému projevu na Říšské radě, Bedřichu Smetanovi k 60. a Janu Nerudovi k 50. narozeninám. V témže roce vstoupil do Národní jednoty pošumavské a vybíral pro ni příspěvky.
Roku 1886 spolupořádal výlet pražských Sokolů do Mělníka. O rok později byl členem výboru k uvítání amerických Sokolů, přijíždějících na českoamerické závody (viz Všesokolský slet), na nádraží v Dolních Beřkovicích (tj. na hranicích mělnického okresu). V tisku byl chválen jako horlivý a obětavý venkovský sokolský starosta, který stojí v čele jednoty téměř dvacet let. Velmi aktivní byl roku 1888, kdy agitoval proti plánovaným úpravám školského zákona, přednesl hlavní projev při odhalování pamětní desky Václava Bolemíra Nebeského v Novém Dvoře u Kokořína, byl zvolen místopředsedou mělnického politického klubu, jako čestný člen se účastnil sjezdu studentského spolku „Říp“ a spolupořádal výlet českých Sokolů do Lublaně. O rok později, vedle neúspěšné kandidatury ve volbách (viz samostatnou sekci), měl projev na sjezdu samosprávných úředníků; přítomný plzeňský tajemník Schwarz při slavnostním přípitku pochválil mělnickou obec a okres jako vzor samosprávných celků. Byl také zvolen přehlížitelem (revizorem) účtů České obce sokolské.
Z pozdějších aktivit můžeme jmenovat například účast na jubilejní zemské výstavě 1891 (jako okresní tajemník a majitel vinic), pozornost návštěvnic tam také budila vystavená bohatá svatební výbava jeho dcery. Roku 1892 se účastnil sjezdu tajemníků okresních výborů a o rok později oslav 25. výročí mělnického Sokola.
Udržoval přátelské vztahy s předními kulturními a politickými činiteli, jako byli Gustav Eim, Josef Václav Frič, Eduard Grégr, Jan Neruda, Miroslav Tyrš, Ervín Špindler a Emanuel Tonner. Podporoval mladočeskou stranu s výjimkou krátkého období, kdy stál na straně staročeského politika J. S. Skrejšovského.

### Kandidatura ve volbách do zemského sněmu
Dvakrát se neúspěšně pokoušel proniknout do celostátní politiky. Roku 1875 kandidoval na straně mladočechů za venkovské obce okresů Mladá Boleslav, Mnichovo Hradiště a Bělá pod Bezdězem, ale drtivě prohrál s Janem Krouským poměrem hlasů 106:23.
Pokus zopakoval roku 1889, tentokrát za skupinu měst Mělník, Roudnice nad Labem, Mšeno a Brandýs nad Labem. Svůj program přednesl na velké schůzi v Roudnici. I tentokrát ale prohrál s dosavadním staročeským poslancem Emanuelem Tonnerem těsným poměrem 787:768. Výrazně ho podpořil domácí Mělník (241:148) a nedaleké Mšeno (149:37), těsně by vyhrál i v Roudnici (334:322), ale vše zvrátila prohra v Brandýse (44:280).

### Defraudace vhospodářské záložně
Hospodářská záložna na Mělníku byla zřízena roku 1865 transformací někdejší okresní kontribučenské sýpky z dob feudalismu. Podíly původních účastníků – rolníků byly vloženy do základního nedělitelného fondu, určeného pouze k úhradě ztrát. Toto základní jmění představovalo 38.000 zlatých, což v té době byla značná částka. V roce 1866, kdy už František Vinkler byl účetním, byla přijata změna stanov, která umožňovala přijímání vkladů od veřejnosti k vzájemnému podporování členů i pro svůj zisk. Limit pro přijímání vkladů byl nastaven na 2.000.000 zlatých, ale i ten byl někdy překračován. Mělnická záložna, působící v bohatém, úrodném kraji, se tak stala největším podobným podnikem v Čechách.
Jak se ale později zjistilo, docházelo při řízení ústavu k porušování platných předpisů. Podle zákona z roku 1882 měl okresní výbor vypsat a zorganizovat volby nových funkcionářů, tak aby jich bylo 12; nově zvolené ředitelství pak mělo neprodleně zkontrolovat účty; v praxi ale řídilo záložnu až do roku 1889 jen 7 funkcionářů, kteří všichni přešli z kontribučenské sýpky.
Ke konci roku 1866 byl do funkce účetního přijat okresní tajemník Vinkler s platem 800 zlatých ročně. O něco později mu byla svěřena i pokladna. Tato kumulace funkcí, která komplikovala účinnou kontrolu, přetrvávala i po jejím zákazu zákonem z roku 1890. Vinkler ji využíval k rozsáhlým a dlouhodobým defraudacím.
Hlavní způsob, jakým vyváděl ze záložny peníze, byly tzv. parcelace. Když chtěl některý sedlák prodat statek a obrátil se o pomoc na záložnu, zorganizoval Vinkler následující obchod: Pozemek prodal chudému zájemci za přehnaně vysokou cenu, kterou měl uhradit později, přičemž prodávající dostal peníze okamžitě. Z prodeje si Vinkler společně s některým členem vedení účtoval provizi, kterou si vyplatili v hotovosti. Kupující si na přemrštěné ceny nestěžovali, protože v důsledku transakce mohli pozemky po určitou dobu zdarma využívat a jiným majetkem za závazek neručili. Jakmile nebyla kupní cena v dohodnuté lhůtě zaplacena, propadlo hospodářství do exekuční dražby, při níž byla zpravidla prodána za výrazně nižší částku. Někdy dražili i členové ředitelství, kteří takto na úkor ostatních podílníků přišli levně k majetku. V jednom případě bylo pole nejprve prodáno za 3150 zlatých. Když ale kupující nesložil ani haléř, bylo po čase prodáno v dražbě za 1330 zlatých, přičemž nabyvatelem se stal člen ředitelství, který dražbu pořádal. Týž funkcionář ještě téhož roku prodal stejné pole dalšímu zájemci za 1950 zlatých, čímž vydělal 620 zlatých a záložna ztratila 1820 + úroky a administrativní výdaje. Podobných případů se napočítalo 24, ale možná jich bylo víc, protože všechny nebyly zapsány do účetnictví.
Dalším zdrojem peněz pro Vinklera bylo uvádění nepravdivých údajů do účetnictví. Výdaje nadhodnocoval a příjmy krátil. Půjčku jednomu cukrovaru například zaúčtoval jako 50.000 zlatých, ačkoliv dlužník přijal jen 30.000. Jindy zapsal do směnečného deníku výdaj 15.000 zlatých s poznámkou „Vloženo do Z. b. (N. N. a V.)“, ale žádný takový příjemce neexistoval. V jiném případě nezaúčtoval přijaté úroky z přebytků (vkladů u jiných bank) ve výši cca 12 tisíc a z cenných papírů cca 18 tisíc. V několika případech přepsal číslici, například ze 100 udělal 400.

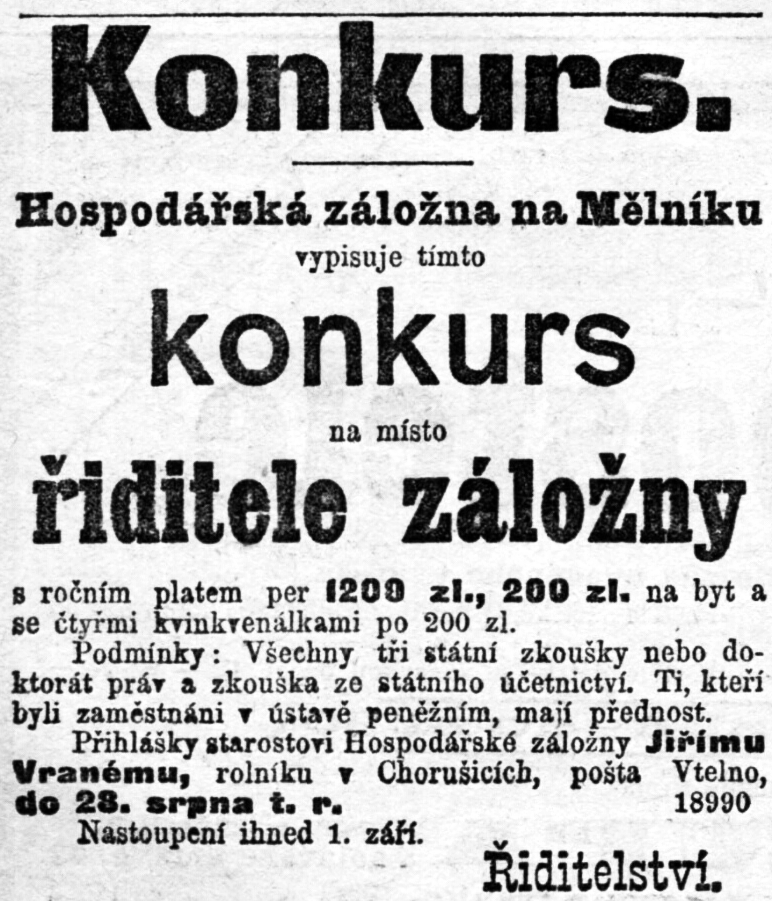
Konkurs na místo ředitele Hospodářské záložny na Mělníku, Národní listy 21. srpna 1897

Aby se ztráty zakryly, manipuloval Vinkler s účetními výkazy. Upravoval příjmy a výdaje tak, aby vždy vycházel zisk. V důsledku toho záložna vyplácela dividendy z fiktivních příjmů, čímž se deficit ještě zvyšoval. Schodek, včetně ušlých úroků, tak k roku 1897 dosáhl závratných 808.282 zlatých.
Vedoucí představitelé záložny toto nepoctivé hospodaření tolerovali, protože přinejmenším někteří z nich na něm profitovali. Kromě možnosti podílet se na exekučních dražbách jim také poskytoval nezajištěné půjčky. Vinkler věděl o řadě nepravostí, které jeho nadřízení prováděli, a využíval informace k jejich ovládání. Nikomu ani nepřišlo zvláštní, že Vinkler, který přišel na Mělník roku 1865 nemajetný a zadlužený, už o deset let později vystavěl honosnou vilu. Na vysvětlení uváděl, že má doplňkové příjmy z prodeje pojištění a z příspěvků pro Národní listy. Určitou roli hrálo také to, že účetní výkazy byly předkládané vedení v červnu a červenci, kdy funkcionáři – většinou sedláci – měli mnoho práce na polích a málo času na kontrolu.
Určité pochybnosti o správnosti Vinklerova hospodaření vyvstaly už roku 1873. Tehdejší předseda záložny Antonín Procházka požádal o kontrolu účtů profesionálního revidenta Emanuela Sluníčka z Vinohrad. Ten při kontrole zjistil nepořádky v účetnictví, přičemž v pokladně oproti účetním záznamům chybělo 30.000 zlatých. Procházka na jeho doporučení rezignoval z předsednické funkce, protože neměl sílu Vinklerovi čelit. Když schodek Vinklerovi vytkl, ten se zasmál a řekl, že je to jen účetní chyba. Ostatní členové vedení neměli zájem cokoli řešit.
Roku 1894 se o finančním stavu záložny nelichotivě vyjádřil Jan Nesvěcený, obchodník z Řepína. Záložna na něj ale podala žalobu a protože nebyl schopen svá tvrzení doložit, byl nucen zveřejnit omluvu, zaplatit náklady sporu a věnovat 20 zlatých Ústřední matici školské.
Roku 1895 zjistil úředník Rerych, že v pokladně chybí před bilancí 3000 zlatých. Když na to Vinklera upozornil, ten okamžitě na rozdíl vystavil směnku a zaplatil ji. Rerych ovšem pojal podezření a oznámil to členu vedení Hausmanovi. Ten podal návrh na odbornou revizi, na kterou člen výboru Nebeský najal profesora chrudimské obchodní akademie Františka Trmala. Její provádění ale bylo obtížné – Vinkler namítal, že má mnoho práce a knihy stále potřebuje k zápisům. Revize proto mohla začít až v září. Při ní bylo zjištěno, že účty jsou vedeny povrchně a ledabyle, způsobem, který by mohl stačit hokynáři, ale určitě ne peněžnímu ústavu. Trmal k podrobné revizi nedostal všechny požadované podklady a mohl pouze provést inventuru, která odhalila schodek nejprve 350.000 zlatých a po dalším zkoumání 666.000 zlatých. Když to Trmal oznámil na schůzi ředitelství, zavládlo mezi přítomnými zděšení. V následujících měsících se rozběhla jednak akce na záchranu záložny, jednak hledání viníků. V dubnu 1897 bylo zahájeno trestní řízení a proti Vinklerovi zavedeno vyšetřování. V úterý 5. října byl předvolán k výslechu do Prahy a ihned poté vzat do vazby.
Během vyšetřování popíral svou vinu. Podle něj nebyla pravda, že by přišel nemajetný; přinesl s sebou 6000 zlatých od knížete Thurna. Literární a novinářskou činností si vydělával 2200 zlatých ročně, z čehož uhradil stavbu vily. Dceři dal věno 10.000 zlatých a svatební výbava stála 3.000, nikoliv násobky této částky. Bilance záložny sestavoval s pomocí úředníka Wenzla, zpravidla na základě údajů předchozího roku. V účetnictví se považoval za naprosto neznalého. Pokud někdy došlo k početní chybě, byl to jen neúmyslný omyl. Už delší dobu si prý přál, aby ho v záložně nahradil schopnější pracovník, a uvažoval, že svou pozici předá místnímu učiteli. Jeden z přátel ho ale upozornil, že okresní zastupitelstva možná budou zrušena a měl by především myslet na udržení vlastního jistého zaměstnání.
Ve vazbě vážně onemocněl. Kvůli zdravotnímu stavu i s ohledem na postup vyšetřování byl o měsíc později, 4. listopadu 1897, propuštěn na kauci 10.000 zlatých. Odstěhoval se do Plzně, kde žil u rodiny své dcery (podle jiných zdrojů u syna). Krátce před posledním vyšetřovacím výslechem, ještě před započetím soudního procesu, v Plzni náhle zemřel. V tisku se jako příčina smrti uváděla mrtvice, podle matriky ale zemřel na diabetes mellitus. (Některé zdroje uvádějí nesprávně, že zemřel ve věznici na Borech.)

### Důsledky úpadku záložny

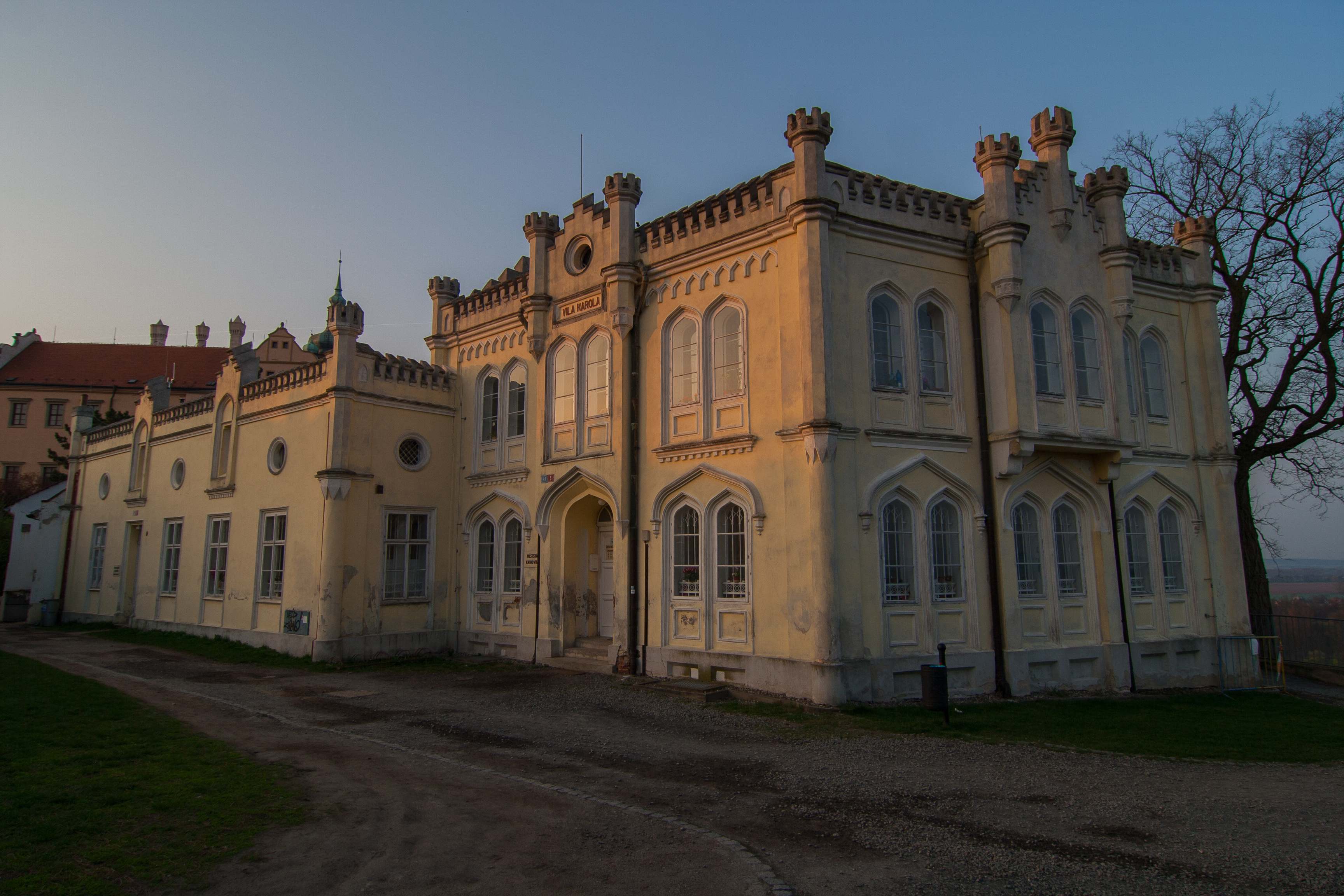
Vila Karola v Mělníku

Počátkem ledna 1898 vyhlásila záložna úpadek poté, co vkladatelé nesvolili k dostatečně vysokému odpisu svých pohledávek. V důsledku krachu záložny přišlo mnoho lidí o celoživotní úspory. Například mělnický kočí Josef Fuxa u soudu vypověděl, že ztratil přes 500 zlatých, které našetřil z ročního platu 80 zlatých. Železniční zřízenec Antonín Zafouk z Dolních Beřkovic si tam uložil 544 zlatých, o vše přišel a musel žít z denní podpory deseti krejcarů. Výměnkář Josef Hurt z Brozánek ztratil 2700 zlatých, které měl jako zajištění na stáří a zůstal odkázaný na milost svého okolí. Hospodářsko-politickým dopadem bylo také posílení sudetoněmeckých finančních ústavů z Litoměřic, Frýdlantu aj., které využily mezeru na trhu a nabídly postiženým sedlákům úvěry. Na místní úrovni došlo k mnoha společenským konfliktům, kdy se občané vzájemně obviňovali z podílu na ztrátách.
Roku 1899 proběhlo několik občanskoprávních procesů s cílem vymoci platby dlužníků a ručitelů do konkursní podstaty. Například v březnu 1899 se jednalo o tom, zda podílové cenné papíry, kterými Vinklerův zeť Svátek zaručil splacení části schodku, připadnou věřitelům záložny nebo jeho vlastním, protože sám také v téže době vyhlásil úpadek. (Vyhrála záložna.) V témže měsíci byl Vinkler odsouzen k úhradě dlužního úpisu na 30.000 zlatých, který poskytl 30. července 1896 jako příspěvek k úhradě tehdy zjištěného schodku 150.000 zlatých. Po jeho smrti se ale také zjistilo, že některé záruky, o které požádal své příbuzné, byly fakticky bezcenné. Například dvě Vinklerovy švagrové poskytly záruční listy v celkové výši 38.000 zlatých, ale s doložkou, že jsou povinny platit pouze úrok 4 % za dobu do prohlášení konkursu. Když záložna zkrachovala, staly se bezcennými a soud v prosinci 1899 musel povolit jejich výmaz z pozemkových knih, aniž by jistina byla zaplacena.
V únoru 1900 se konal trestněprávní proces se šesti členy vedení záložny a třemi komplici, obžalovanými z podvodu a zpronevěry. Z nich byli nakonec odsouzeni:
- Karel Nebeský (57 let, rolník z Brozánek, funkcionář) k trestu 2 let za to, že si společně s Vinklerem rozdělili 1580 zlatých za neprodanou usedlost ve Vtelně, že v téže obci koupil pozemky pod cenou a že prostřednictvím Vinklera získal podhodnocené akcie Živnostenské banky[78]
- Josef Hanek (51 let, rolník z Chorušic, funkcionář) na tři měsíce, protože r. 1897 přijal v plné hodnotě vkladní knížky zkrachovalé záložny ve Mšeně a podobně jako Nebeský koupil přes Vinklera podhodnocené akcie Živnobanky[78]
- František Košťák (51 let, mlynář z Horních Přívor, rovněž funkcionář) ke dvěma letům, protože si od záložny prostřednictvím Vinklera vypůjčoval větší sumy peněz, ač věděl, že je nebude moci splatit. Roku 1891 také zprostředkoval prodej pozemků pod cenou.[78]

Nejhůře nesl rozsudek Nebeský, který se po jeho vyhlášení v soudní síni zhroutil a musel mu pomoci vězeňský lékař. Byl to totiž právě on, kdo r. 1895 pozval na kontrolu prof. Trmala a přispěl tak k odhalení ztrát. Zbylí obžalovaní byli osvobozeni, ačkoliv porota i některým z nich vytkla určité nepravosti.
V tisku se novináři pozastavovali nad naivitou představitelů záložny, kteří si nechali od podřízeného vyplácet podíly na obchodech a jiné výhody, aniž by je napadlo, odkud – a hlavně od koho – peníze pocházejí.
Aby se podobným aférám předcházelo, nařídila Jednota záložen v Čechách, na Moravě a ve Slezsku roku 1900 povinnou revizi účtů svých členů. Požadavku ale bylo možné se vyhnout, pokud záložna z této jednoty vystoupila. Teprve po krachu pražské Svatováclavské záložny r. 1902, při níž vznikla více než čtyřnásobná škoda (asi 7 milionů korun, tj. cca 3,5 milionu zlatých), uzákonila vídeňská vláda v červnu 1903 povinnou revizi pro všechny finanční ústavy.
V Mělníku po Vinklerovi zbyla Vila Karola (někdy nazývaná Carola), pojmenovaná po jeho manželce a vybudovaná v letech 1876 a 1886 v romantickém slohu anglické gotiky podle projektu architekta Aloise Filcíka. Po úpadku záložny byla pejorativně nazývána „Kradlovka“. Od roku 1981 v ní sídlila městská knihovna, roku 1987 byla zařazena na seznam kulturních památek. Knihovna byla v roce 2020 přestěhována, vila následně prošla rekonstrukcí a v roce 2022 se stala sídlem základní umělecké školy.

## Dílo
Literárně tvořil pod vlastním jménem a pod pseudonymem Vlastimil Venkryl. Výjimečně je uváděn s příjmením Winkler, např. v matrikách a některých životopisných zdrojích.
V mládí zveřejnil několik českých básní, např. Touha po matce (vídeňský almanach Dunaj 1861), Komenský (Nezabudky vídeňské 1864) a Obnovený svazek (Besedník 1861).
Později se věnoval převážně překladům divadelních her z němčiny a francouzštiny, které zveřejňoval v Divadelní bibliotéce i jinde. Knižně vyšly např.:
- Malý Richelieu na prvním potýkání (1863), upravil starší překlad z francouzštiny od Františka Douchy
- Roderich Benedix: Dalibor Čermák (1866)
- Gustav Gans zu Putlitz: Obědvám s matkou (1868)
- Karl August Görner: Černý Petr (1870), veselohra v jednom jednání
- Roderich Benedix: První den po svatbě (1881), veselohra ve dvou jednáních

Literární pozůstalost Františka Vinklera je od roku 1956 uložena v Památníku národního písemnictví. Tvoří ji dva kartony, obsahující především jeho korespondenci s českými politickými a kulturními představiteli, která přibližuje veřejný život na Mělnicku i v Praze v druhé polovině 19. století. Roku 1975 ji zpracovala Eva Bílková, roz. Horáčková.

## Rodina
- 3. února 1864 se v pražském kostele sv. Štěpána oženil s 21letou Karolinou Peškovou z Prahy.[94]
  - Syn Stanislav (1864–1929)[95][96] roku 1890 v Praze promoval na doktora práv.[97] Pracoval jako železniční úředník v Plzni. Byl též známý jako hudebník a hudební organizátor.[98]
  - Syn Jaroslav (1869–1919)[99][100] rovněž vystudoval práva (promoce 1897).[101] Pracoval u zemského soudu v Praze.[102]
  - Dcera Miloslava (1870–??)[103] se 3. února 1891 provdala za Libora Svátka, komisaře rakouského námořnictva v záloze, žijícího v Plzni. Za svědka jim byl plzeňský starosta Josef Krofta.[104]
- Bratr Jan Fortunát (cca 1843–1893) vstoupil do Řádu milosrdných bratří. Zemřel ve Vizovicích.[105]